# دوري غويانا الفرنسية لكرة القدم 2017–18
دوري غويانا الفرنسية لكرة القدم 2017–18 هو موسم من دوري غويانا الفرنسية لكرة القدم. فاز فيه ASC Le Geldar ‏.